# 力流最短路径准则
力流最短路径准则是一個在机械设计、结构工程等领域广泛使用的结构设计准则

，是力流法的原則之一。
力流是在一些工程学科常用的概念。在《机械结构设计准则及实例》一書中有這様的說明：「它把力的传递视如水的流动，用力线表示力流的路径。力线的疏密代表力流密度，亦即应力的大小。力流最重要的特性是：力流优先走较短的路径，更确切地说优先走刚度较大的路径。」。
力流在构件中经过的路径越短，累积变形就越小，从而构件刚度越高。力流路径越接近直线，力所引起的附加弯矩就越小，从而构件的强度越高。因此，为了提高构件的刚度和强度，应使力流路径尽量地短和直。力流走最短路径是力流的重要特性。
1898年德国的恩斯特·古斯塔夫·基爾施首先得出了单向拉伸开孔平板的力流（应力）分布的解析解。說明在此條件下，力流會优先走较短路径。设平板中心的圆孔的半径为单位长度1。在垂直方向拉伸开孔平板时，被圆孔挡道而不得不改道的那部分力流q1（应力增量）在剩余的流道里不是均匀分布，而是高度集中在孔边附近。其在流道最窄截面上的分布规律是：
{\displaystyle q1=q*{\frac {{\frac {1}{r^{2}}}+{\frac {3}{r^{4}}}}{2}}(r>=1)}。
其中
q是无孔时的均匀力流（应力）
r是在流道最窄截面上离开圆孔中心的距离
改道的那部分力流q1（应力增量）值按离孔心距离的平方的规律在迅速衰减（忽略高阶项）。